# Gemeinde Sankt Donat
Die Gemeinde Sankt Donat war eine Gemeinde im Kärntner Bezirk Sankt Veit an der Glan, die ab 1895 bestand, bis sie am 1. Jänner 1958 im Zuge einer Gemeindezusammenlegung in der Stadtgemeinde Sankt Veit an der Glan aufging.

## Geografie

### Lage
Die Gemeinde lag im Süden des Bezirks Sankt Veit an der Glan, südöstlich des Bezirkshauptorts. Landschaftlich umfasste sie Teile des Zollfelds, der Launsdorfer Senke und des Magdalensbergs. Sie erstreckte sich von Glandorf im Nordwesten bis ein Stück weit den Magdalensberg hinauf im Südosten, und von Ritzendorf im Südwesten bis Milbersdorf im Nordosten. 

### Gliederung

#### Katastralgemeinden
Die Gemeinde umfasste nur die Katastralgemeinde St. Donat in ihren damaligen Grenzen.

#### Ortschaften
Auf dem Gebiet der Gemeinde Sankt Donat wurden folgende Ortschaften geführt:
- Aich
- Altglandorf
- Baiersdorf
- Blintendorf
- Mairist
- Neuglandorf
- Milbersdorf
- Pflugern
- Ritzendorf
- St. Donat
- Untermühlbach

## Geschichte
Das Gebiet der späteren Gemeinde Sankt Donat war zunächst ein Teil der im Zuge der Verwaltungsreformen nach der Revolution 1848/49 gegründeten Gemeinde Sankt Georgen am Längsee. Im Juli 1893 stellte die Katastralgemeinde St. Donat den Antrag auf Herauslösung aus dieser Gemeinde und Gründung einer eigenen Gemeinde Sankt Donat. Bei einer Abstimmung sprachen sich zwei Drittel der teilnehmenden Sankt Donater Abstimmenden für die Trennung aus; die Vertreter der übrigen Gemeinde Sankt Georgen stimmten mehrheitlich gegen die Trennung. Durch ein 1895 erlassenes Landesgesetz wurde die Trennung vollzogen.
Die Gemeinde hatte damals weniger als 700 Einwohner und umfasste eine Fläche von etwa 13,5 km². Zum ersten Bürgermeister wurde am 23. Oktober 1895 Andreas Koch gewählt; er übte das Amt bis 1908 aus. Sein Nachfolger wurde Franz Besold. 1920 wurde die Katastralgemeinde St. Donat um etwa 40 ha vergrößert: der nördlichste Teil der Katastralgemeinde St. Michael am Zollfeld (Teil der politischen Gemeinde Maria Saal) mit Schloss Stadlhof und einem Teil der Ortschaft Pflugern wurde an die Katastralgemeinde St. Donat angeschlossen. Beim Juliputsch 1934 fanden in St. Donat heftige Kämpfe statt. 1940 wurden 32 Kanaltaler in St. Donat angesiedelt. 
Mit 1. Jänner 1958 wurde die politische Gemeinde Sankt Donat aufgelöst; die Katastralgemeinde St. Donat kam an die Gemeinde Sankt Veit an der Glan.
Die Gemeinde gehörte zeit ihres Bestehens zum politischen Bezirk Sankt Veit an der Glan und zum Gerichtsbezirk Sankt Veit an der Glan.

## Bevölkerung
Für die Gemeinde wurden zur Zeit ihres Bestehens folgende Einwohnerzahlen angegeben:
- 1900: 632 Einwohner, 80 Häuser[2]
- 1910: 753 Einwohner, 98 Häuser[3]
- 1923: 806 Einwohner, 98 Häuser[4]
- 1934: 854 Einwohner[5]
- 1946: 921 Einwohner[6]

### Zählsprengel St. Donat
Der von der Statistik Austria geführte Zählsprengel St. Donat der heutigen Gemeinde Sankt Veit an der Glan umfasst das Gebiet der ehemaligen Gemeinde St. Donat mit Ausnahme des Bereichs der ehemaligen Ortschaft Neuglandorf, welche heute in der Ortschaft Sankt Veit an der Glan aufgegangen ist.